# David Aradeon
David Aradeon (* 7. November 1933 in Lagos; † 30. September 2024 in Florida) war ein nigerianischer Architekt, Städteplaner und Kurator.

## Leben
Aradeon studierte von 1959 an Architektur an der Columbia University in New York City. Nach seinem Studienabschluss im Jahr 1966 arbeitete er für drei verschiedene Architekturbüros in New York City und kehrte anschließend nach Nigeria zurück. Im Jahr 1968 erhielt er ein dreijähriges Ford-Stipendium zur Untersuchung des Siedlungswesen in West- und Nordafrika. An der University of Lagos wurde er Dozent im Fachbereich Architektur, wo er im Jahr 1979 zum Professor ernannt wurde. Er gründete das Sankore Institute for African Environment and Development in Lagos, welches er leitete. Er war Mitbegründer der Non-profit-Organisation Build with Earth zur Förderung des Lehmbaus.
Im Jahr 1977 kuratierte er die African Architectural Technology Exhibition für das Festival of African Cultures in Lagos. Gemeinsam mit Akinbode Akinbiyi war er Kurator der Ausstellung „Stadtansichten Lagos“, die 2004/2005 in den ifa-Galerien in Stuttgart und Berlin gezeigt wurde. Im Jahr 2007 wurde seine Arbeit Movement of Forms, Antecedents of Afro-Brazilian Spaces auf der documenta 12 in Kassel gezeigt.
Aradeon war als Architekt in Nigeria zugelassen und betrieb neben seiner universitären Arbeit seit 1975 als Gründungsgesellschafter das Architekturbüro Studio and Associates. Er entwarf unter anderem den gesamten Campus der Lagos State University (1988), die Ausstellungsräume und Büros des National Council of Arts and Culture in Iganmu, Lagos, das Auditorium der Universität von Port-Harcourt sowie den National Cultural Complex in Abuja (2003). Aradeon lebte und arbeitete in Lagos.

## Veröffentlichungen (Auswahl)
- Architecture: the search for identity and continuity. Antrittsvorlesung an der University of Lagos, gehalten am 11. Februar 1998. University of Lagos Press, Lagos (Nigeria) 1998. ISBN 978-017-063-4
- Zusammen mit Siyanbola Tomori und Ajato Gandonu: Medium and small size settlement in development strategy, Porto Novo region, Nigeria. In: Towards alternative settlement strategies: the role of small and intermediate centers in the development process. Heritage Publishers, New York 1980.
- Festac ’77: African architectural technology exhibition. 2nd World Black and African Festival of Arts and Culture. The Secretariat, Lagos (Nigeria) 1977.